# Notruf der Autoversicherer
Beim Notruf der Autoversicherer, auch Notrufzentrale genannt, liefen zwischen 1999 und 2023 alle eingehenden Notrufe der fast 17.000 Säulen an den deutschen Autobahnen zusammen. Der Notruf der Autoversicherer war eine Dienstleistung der GDV Dienstleistungs-GmbH (GDV DL) des Gesamtverbands der Deutschen Versicherungswirtschaft e. V. (GDV) mit Sitz in Hamburg. 
Nach Angaben der GDV DL wurden täglich bis zu 500 Anrufe entgegengenommen. Bei etwa zwei Dritteln davon handelte es sich um Pannenhilfeanfragen.
Die Notrufzentrale kümmerte sich in erster Linie um Anrufe, die durch die Notrufsäulen im gesamten Bundesgebiet eingingen. In Hamburg wurden die Daten von Pannen- oder Unfallmeldungen der Verkehrsteilnehmer aufgenommen. 
Seit 2024 kümmert sich die Firma Bosch um die Entgegennahme der Notrufe.
Hilfe unterwegs bietet auch der Unfallmeldedienst (UMD), ein automatisches Notrufsystem für Pkw. Der Unfallmeldedienst kommt sowohl bei schweren Unfällen als auch bei Blechschäden und Pannen zum Einsatz. Erfahrene Notrufagenten der GDV DL nehmen die eingehenden Unfallmeldungen entgegen, leiten entsprechende Maßnahmen ein und sorgen für die notwendige Hilfe. Der UMD ist eine Dienstleistung der deutschen Versicherer. Ausgangspunkt ist das von der Europäischen Kommission beschlossene automatische Notrufsystem eCall: Seit April 2018 müssen alle neuen Fahrzeugmodelle in Europa mit einem Notrufsystem ausgestattet werden, das bei einem schweren Unfall automatisch die Standortdaten des Fahrzeugs an die Rettungsleitstellen weiterleitet. Nach einem Unfall wird ein Rettungswagen an den Unfallort geschickt, so dass auch Personen gerettet werden können, die bewusstlos oder aus anderen Gründen nicht in der Lage sind, einen Telefonanruf zu tätigen.
Ein weiterer Dienst der GDV DL ist der Zentralruf der Autoversicherer. Durch den Zentralruf der Autoversicherer (0800 25 026 00) kann nach einem Schadenfall im Zusammenhang mit dem Straßenverkehr die gegnerische Versicherung ermittelt werden.

## Statistik
- 2013 gab es 16.847 Notrufsäulen an deutschen Autobahnen, welche 117.840 mal benutzt wurden. Die meistgenutzte Säule steht bei Langenau an der Bundesautobahn 7. Statistisch gab es mit 19,8 Notrufe pro Kilometer auf der A66 besonders viele, auf der A542 hingegen nur 0,2 Notrufe.[1]
- 2016 gab es 53.000 Notrufe über Notrufsäulen. Die meist genutzte Säule steht in einer Baustelle zwischen Langen und Weiterstadt an der A5 in Hessen. Von ihr wurden 263 Notrufe abgesetzt.[2]
- 2017 standen fast 17.000 Notrufsäulen an rund 13.000 Kilometer entlang der deutschen Autobahnen.[3]